# Albert Mertz
Albert Axel Tonndorff Mertz Nielsen kendt som Albert Mertz (31. januar 1920 på Østerbro, København – 30. december 1990 i Slagelse) var en dansk billedkunstner. Han er far til Susanne Mertz.

## Biografi
- 1936-1938 Uddannelse ved Det Kgl. Danske Kunstakademi i København under professor Aksel Jørgensen
- 1940 Påbegynder sit arbejde med film sammen med Jørgen Roos
- 1963-1977 Bosat i Frankrig, først i Menton, senere i Savigny-sur-Orge uden for Paris
- 1968 Udvikler første gang sin rød/blå proposition
- 1969 Modtager Eckersberg Medaillen
- 1970 Modtager Statens Kunstfonds livsvarige kunstnerydelse
- 1976 Bosætter sig på Glænø
- 1979-1990 Professor på Det Kgl. Danske Kunstakademi
- 1988 Modtager Thorvaldsen Medaillen
- 1989 Underviser på Den Danske Filmskole

## Udvalgte separatudstillinger[1]
- 1952 Ung dansk kunst, Den Frie Udstillingsbygning, København
- 1953 Billeder fra 1933-53, Trefoldigheden, København
- 1956 Kunst på arbejdspladsen, udstilling nr. 9
- 1958 A.M. Ung dansk kunst, Den Frie Udstillingsbygning, København
- 1960 Homo ludens, Gallerie Birch, København
- 1962 Retrospektiv, Kunstforeningen, København
- 1962 A.M, Jysk Kunstgallerie, Århus
- 1963 Gouache och Collage, Lilla Konstsalongen, Malmö
- 1964 Separat, Sammenslutningen af Danske Kunstforeninger, København
- 1971 Forskellen er ens, Århus Kunstforening
- 1975 Rouge-Bleu, Galerie St. Petri, Lund
- 1976 En udstilling, Tranegården, Gentofte
- 1976 Kunstmaleren A.M. udstiller ældre og nyere, mindre og større værker, retrospektiv, Sophienholm, Lyngby
- 1978 Tilstedeværelse, Kunstforeningen, København
- 1981 A.M, Holstebro Kunstmuseum
- 1983 rødt såvel som grønt såvel som gult såvel som blåt, med Lawrence Weiner, Nordjyllands Kunstmuseum, Aalborg
- 1983 Rød og blå, Nikolaj Udstillingsbygning, København
- 1985 The Artist's Choice, Amsterdam
- 1986 Copenhagen-New York Roundtrip, Ted Greenwald Gallery, New York
- 1986 Ild og vand, med Lone Mertz, Galleri Sct. Agnes, Roskilde
- 1987 Giv Agt: Mertz, Den Kongelige Kobberstiksamling, København
- 1987 Dialog. Parabler og Paradigmer, med Lawrence Weiner, Nordjyllands Kunstmuseum, Aalborg
- 1988 Et samarbejde: Albert og Lone Mertz, Frederikshavn Kunstmuseum
- 1988 Mertz og Weiner, Projekt Stalke, København
- 1989 Totaludstilling, Gallerie Asbæk, København
- 1990 Mini mini retrospektiv, Gallerie Asbæk, København
- 1990 Mertz Mertz, med Lone Mertz, Gallerie Asbæk, Horsens
- 1991 Sao Paolo 21, Bienal International, installation af Lone Mertz og Vibeke Petersen (også vist på Sophienholm og Holstebro Kunstmuseum, 1992)
- 1996 Regnbuekroppen, Galleri Jespersen, Odense
- 1996 RED AND BLUE, kurateret af John Nixon, CDB, Sydney

## Udvalgte gruppeudstillinger[2]

### Sammenslutninger
- Den Frie. Udstillinger 1964-91
- Kunstnernes Efterårsudstilling. Udstillinger 1936-56
- Grønningen. Udstillinger 1962-65
- Linien II. Udstillinger 1947-88

### Andre gruppeudstillinger
- 1949 Expo Aleby. Surrealistisk Manifestation, Stockholm
- 1951 Exhibition of Danish Art, Artists House, London
- 1956 Danish Modern Art, Charlottenborg, København
- 1958 Nordisk abstrakt kunst, Kunstnernes Hus, Oslo
- 1960 Gå ind i maleriet, Galerie Köpcke Kopenhagen, Zinke die Galerie im Hintenhof, Berlin
- 1960 Maler der Galerie Köpcke Kopenhagen, Zinke die Galerie im Hintenhof, Berlin
- 1961 Bevægelse i kunstnen, Louisiana, Humlebæk
- 1961 Med Dannebrogen i topp, Liljevlachs, Stockholm
- 1962 Festum Fluxorum, Nikolaj Kirke og Allé Scenen, København
- 1964 Groupe Danoise, Galerie Kasper, Lausanne
- 1966 Pejlinger, Louisiana, Humlebæk
- 1967 Salon de comparison, Paris
- 1972 Realités nouvelles, Paris
- 1973 Art danois 1945-1973, Galeries Nationales du Grand Palais, Paris
- 1976 Dødsspringet, Charlottenborg, København
- 1983 Et spil, Charlottenborg, København
- 1983 Kunst i byen, København
- 1983 À Pierre et Marie. Une exposition en travaux, Paris
- 1984 Process und Konstruktion. Internationale Kunst der Gegenwart, München
- 1984 À Pierre et Marie, Paris
- 1985 Dansk kunst i 70'erne, Kunstforeningen, København
- 1988 Himmelgården, Den Frie Udstillingsbygning, København
- 1988 Omkring Niels Viggo Bentzon, Gallerie Jespersen, Odense
- 1989 Kunsten 89, Charlottenborg, København
- 1989 Andre bøger, Randers Kunstmuseum
- 1990 Opgør og konfrontation. 60'erne i Norden, Reykjavik, Oslo, Odense, Stockholm, Helsingfors
- 1991 Nordiske tegninger, Nordisk Konstcentrum, Helsingfors
- 1992 Evergreens, Baghuset, København
- 1993 WEIRDOS, Saga Basement, København
- 1996 Frankrig-Danmark. Kunstforbindelser i det 20. århundrede, Sophienholm, Lyngby
- 1997 10 år Stalke, Gallerie Stalke, København
- 1998 Come Closer. 90s Art from Scandinavia and its Predecessors, Liechtensteinische Staatliche Kunstsammlung, Vaduz og Nikolaj Udstillingsbygning, København
- 1998 Wrapped, Vestsjællands Kunstmuseum, Sorø

## Udvalgte udsmykninger[3]
- 1950 Det danske filmmuseum, København
- 1958 Wivex bar, København (brudstykker bevaret i Andy's Bar, Gothersgade, København)
- 1961 Mælkegavl, Strandgade, Christianshavn i København (nedrevet)
- 1966 Scenefortæppe til Holstebrohallen, Holstebro (nedtaget)[4]
- 1972 6 bemalinger, Landbohøjskolens vandrehal, Frederiksberg (restaureret i 1989)[5][6]
- 1989 Elevatortårn, Roskilde Amts Sygehus, Køge[7]
- 1989 Folketingets restaurant "Snapstinget"[8]
- 1991 Galvmaleri, Boltens Gård, København (udført forkert efter skitse)

## Udvalgte film[9]
- 1942 Flugten (i samarbejde med Jørgen Roos)[10]
- 1943 Hjertetyven (i samarbejde med Jørgen Roos)
- 1943 Kærlighed på rulleskøjter (i samarbejde med Jørgen Roos)
- 1944 Richard Mortensens bevægelige maleri (i samarbejde med Jørgen Roos)
- 1944 Historien om en mand (i samarbejde med Jørgen Roos)
- 1944 Tyve raske piger
- 1947 På besøg hos kong Tingeling
- 1947 Goddag, dyr (i samarbejde med Jørgen Roos)[11]
- 1947 Isen brydes (manuskript)[12]
- 1948 A.O.I.
- 1948 Welcome to Denmark (manuskript)
- 1949 Klar til Europa (manuskript)
- 1949 Liniens udstilling
- 1949-50 Lille farveknallert
- 1949-50 Mikrobe
- 1949-50 De gode gamle dage
- 1949-50 Sort-Hvid nr. 1
- 1949-50 Destruktive metamorfoser
- 1950 Cement (manuskriptforfatter)[13]
- 1954 Sønderjylland i dag og i morgen (manuskript i samarbejde med Erik Ole Olsen)[14]
- 1954 Kun en 2-øre (manuskript)[15]
- 1956 Instruktion på arbejdspladsen (manuskript og instruktion i samarbejde med Eiling Wolter)
- 1956 Julemærket (manuskript)
- 1956 Kai Nielsen (manuskript og instruktion)[16]
- 1960 Hvor er de tyske studenter
- 1961 So ein Ding muss ich auch haben (i samarbejde med Jørgen Nash, gruppen SPUR o.a.)
- 1961 Mertz nu! Et farveforsøg i rødt og blåt (i samarbejde med Ole Braunstein og DR)
- 1982 Male, Maling, Maleri
- 1984 De unge gamle (i samarbejde med Jørgen Roos)
- 1987 Kunst er til lyst men ei blot (i samarbejde med Hans Engberg)
- 1990 Hvad sker der med kunsten? (i samarbejde med Lone Mertz)